# 功夫 (2021年電視劇)
《功夫》（英語：Kung Fu）是一部美國武俠動作冒險電視劇，1972年同名電視劇和1993年電視劇《功夫：傳奇再起》的現代改編版，並由華納兄弟電視公司製作，克莉絲緹娜·M·金主創、編劇和製片，其他執行製片人包括葛瑞格·貝蘭提、哈內爾·卡普帕、馬丁·格羅和莎拉·謝克特（Sarah Schechter）。
《功夫》2021年4月7日在CW電視網首播。2023年5月，該劇在播出三季後被CW宣告取消；製片方華納兄弟電視公司曾試圖將節目賣到其他渠道以防取消，但未成功。

## 劇情
故事敘述一名年輕的美國華裔女子因個人問題迫使她離開大學，前往中國偏僻的少林寺過上新的人生。回到美國後，她發現自己家鄉舊金山因犯罪和腐敗而淪陷，這讓她開始利用自己的武術技能和少林價值觀保護自己的社區，並將罪犯們繩之以法；與此同時，殺害殺死她少林導師的刺客也盯上了她。

## 演員
- 奧莉維亞·梁（Olivia Liang）飾演妮琪·陳（Nicky Chen）：華裔移民兼大學輟學生，同時也是名武術專家，時常利用自己的技能來打擊犯罪[4]。
- 马泰飾演金·陳（Jin Chen）：妮琪的父親，餐館老闆，對女兒的選擇感到不滿，但同時也保守著她的秘密[5]。
- 陈琼华飾演梅莉·陳（Mei-Li Chen）：妮琪的母親，和丈夫一樣保守著女兒的秘密[5]。
- 強·普拉西達（Jon Prasida）飾演萊恩·陳（Ryan Chen）：機智的醫學生，與妮琪關係疏遠的弟弟[6]。
- 香農·鄧（Shannon Dang）飾演艾兒西亞·陳（Althea Chen）：妮琪的姊姊，在訂婚後正籌劃著自己夢想中的婚禮[6]。
- 艾迪·刘（英语：Eddie Liu）飾演亨利·朱（Henry Chu）：武術教練兼中國藝術史愛好者，妮琪的好友[6]。
- 蓋文·史坦豪斯（英语：Gavin Stenhouse）飾演伊凡·哈特利（Evan Hartley）：優秀的地方檢察官助理，對妮琪抱有好感[7]。
- 杨时贤飾演芝蘭（Zhilan）：與犯罪和少林寺有所聯繫的神秘女子，在殺了妮琪的導師後，視她為眼中釘[7]。
- 林路迪飾演凱溫（Kerwin）

## 製作

### 發展
重啟版《功夫》的發展起於2017年9月，據報導，葛瑞格·貝蘭提和溫蒂·梅瑞克將為FOX開發一部以女性為主角的《功夫》重啟版電視劇。2019年11月，該計劃改由CW電視網接手，該電視台已與貝蘭提在綠箭宇宙系列電視劇中合作，克莉絲緹娜·M·金、馬丁·格羅和莎拉・謝克特（Sarah Schechter）也已編劇和執行製片人的身份參與。該劇的試播集於2020年初由CW確認放行製作。2020年5月12日，CW已預定《功夫》的第一季，排定於2020年－2021年季度播出；該劇因冠狀病毒病疫情的緣故而使在3月中的拍攝暫停。

### 選角
2020年1月至3月期間，該劇的主要演員陸續簽約加入，包括马泰、陈琼华、強·普拉西達（Jon Prasida）、香農·鄧（Shannon Dang）、艾迪·刘、奧莉維亞·梁（Olivia Liang）、蓋文·史坦豪斯和杨时贤。

## 外部連結
- 互联网电影数据库（IMDb）上《功夫》的资料（英文）